# R
|  | Aquest article tracta sobre la lletra. Vegeu-ne altres significats a «R (desambiguació)». |

R (majúscula), r (minúscula), és la divuitena lletra de l'alfabet llatí.
El seu nom en català és erra, er o erre.
La lletra R evolucionà de la lletra grega ro (Ρ, ρ) a través de l'etrusc, la qual evolucionà del símbol semític per a cap (Rêš).

## Fonètica
En català la lletra r es pronuncia alveolar vibrant múltiple a començament de mot o després de consonant fricativa, i es pronuncia alveolar vibrant senzilla entre vocals o després de consonant oclusiva. Si es vol que soni múltiple entre vocals cal usar el dígraf rr. A excepció de la majoria del valencià en la resta de dialectes és molt comú que no es pronunciï quan es troba a final de mot (berena*, carre*). Això és molt significatiu en els infinitius (canta* , córre* , dormi* ) en els quals només se sensibilitza la erra en cas d'haver-hi un pronom feble després (anar-hi, fer-ho, mirar-los). En el Balear arriba a desaparèixer fins i tot en monosíl·labs (o*, co*, ma*).

## Símbols derivats o relacionats
| Caràcter | Descripció           | Unicode (maj./min.) | Html (maj./min.) | Notes d'ús |
| -------- | -------------------- | ------------------- | ---------------- | ---------- |
| Ŕ        | R amb accent agut    | U+0154 U+0155       |                  |            |
| Ř        | R amb anticircumflex | U+0156 U+0157       |                  | txec       |
| Ŗ        | R amb ogonek         | U+0158 U+0159       |                  |            |
| Ṙ        | R amb punt superior  | U+1E58 U+1E59       |                  |            |
| Ṛ        | R amb punt inferior  | U+1E5A U+1E5B       |                  |            |
| ®        | marca registrada     | U+00AE              | &reg;            |            |

## Símbols semblants però sense cap relació
- Я en alfabet ciríl·lic.